# (21726) Rezvanian
(21726) Rezvanian est un astéroïde de la ceinture principale d'astéroïdes.

## Description
(21726) Rezvanian est un astéroïde de la ceinture principale d'astéroïdes. Il fut découvert le 9 septembre 1999 à Socorro (Nouveau-Mexique) par le projet LINEAR. Il présente une orbite caractérisée par un demi-grand axe de 2,37 UA, une excentricité de 0,11 et une inclinaison de 5,8° par rapport à l'écliptique.

## Compléments